# Конг-рей (тайфун, 2018)
Тайфун «Конг-рей» (англ. Typhoon Kong-rey) — великий і потужний тайфун, разом Тайфуном Юту найпотужніший тропічний циклон у світі у 2018 році. Двадцять п’ятий тропічний шторм, одинадцятий тайфун і 6-й супертайфун сезону тихоокеанських тайфунів 2018 року.
Загалом через шторм загинули 3 людини, у тому числі 2 вихідці з Південної Кореї. У Південній Кореї загальнонаціональний збиток склав ₩ 54,9 мільярдів (48,5 мільйонів доларів США). Хоча Конг-рей не здійснив прямого виходу на Кюсю та Сікоку, його зовнішні дощові смуги вплинули на два острови. У районі Сікоку випало до 300 мм опадів. У Нагасакі більше 12 000 сімей знеструмлені; в префектурі Фукуока через дощ загинула людина, в основному через утоплення. Сільськогосподарські збитки в Окінаві та префектурі Міядзакі склали близько 13,99 мільярда японських єн (123 мільйони доларів США).

## Метеорологічна історія

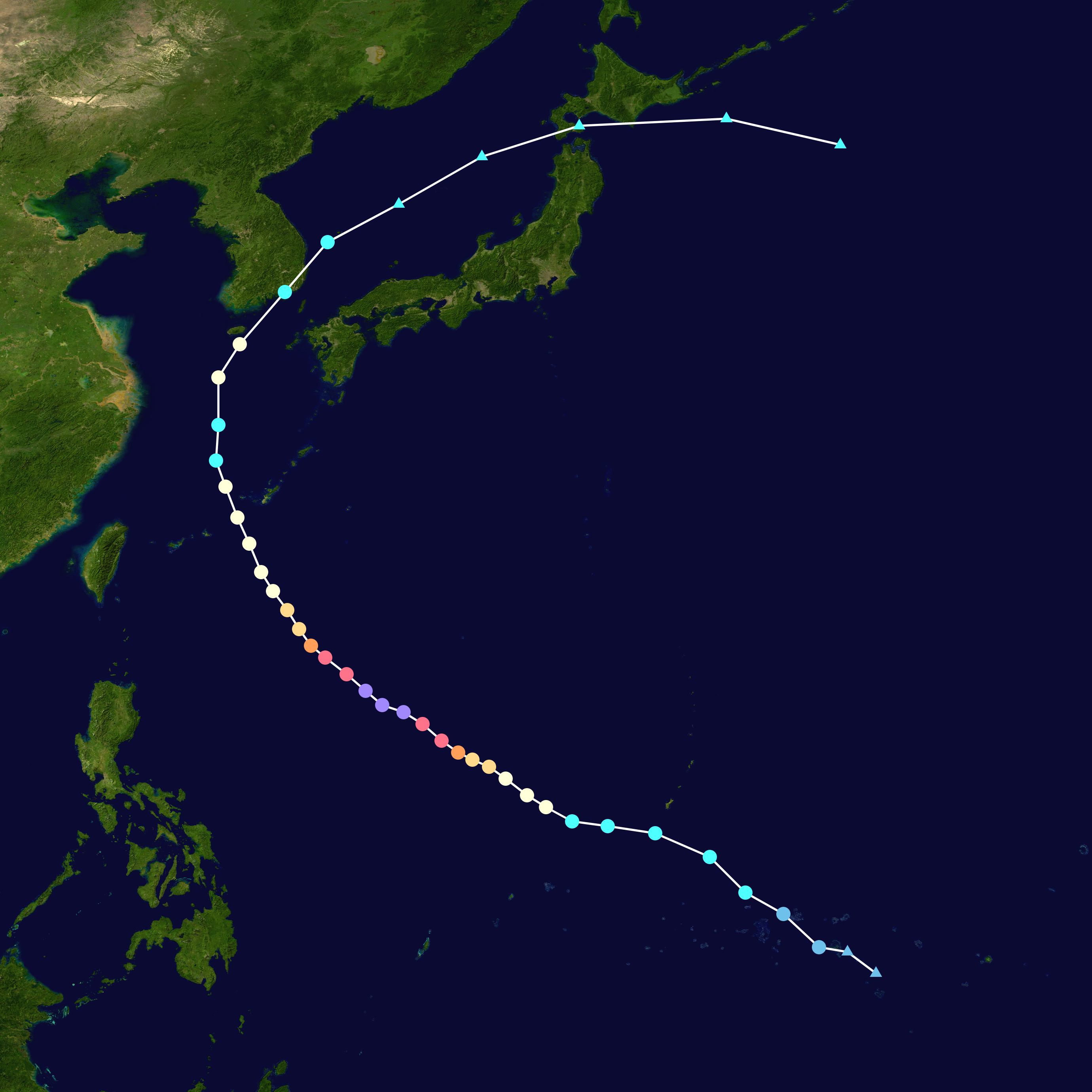
Карта шляху і інтенсивності Тайфуну Конг-рей

Наприкінці вересня 2018 року у водах біля острова Понпеї у Федеративних Штатах Мікронезії утворилась зона низького тиску. Об’єднаний центр попередження про тайфуни також дав низьку ймовірність розвитку шторму Invest 94W. Протягом наступних кількох днів система рухалася на захід і організувалася в тропічну депресію 28 вересня JTWC позначив систему як 30W, тоді як JMA видало попередження про шторм для системи. Оскільки тропічна депресія 30W продовжувала посилюватися, система перетворилася на тропічний шторм і отримала назву Конг-рей від JMA. 29 вересня система просунулася далі на захід, опинилася в сприятливих для зміцнення умовах і стала тропічним штормом. Пізніше того ж дня Конг-рей переріс у сильний тропічний шторм, а 30 вересня о 03:00 UTC шторм набув статусу тайфуну. Конг-рей продовжував посилюватися, і о 18:00 UTC 1 жовтня Конг-рей став еквівалентом супертайфуну 4 категорії. Вранці 2 жовтня Конг-рей посилився до супертайфуну 5 категорії. Ураган Валака був ураганом 5  категорії, а Конг-рей одночасно мав інтенсивність супертайфуну 5  категорії, що стало першим випадком з 2005 року, коли в Північній півкулі одночасно існували два тропічні циклони потужності 5 категорії. Під впливом вертикального зсуву вітру, низького вмісту тепла в океані та зниження температури поверхні моря шторм поступово послабшав до тайфуну 3 категорії жовтня під час циклу заміни очної стінки. Посилення вертикального зсуву вітру та низька температура поверхні моря перешкодили посилення Конг-рея, і 4 жовтня статус Конг-рея було знижено до тропічного шторму. Вранці 6 жовтня Конг-рей вийшов на сушу в Тонгьон, Південна провінція Кьонсан у Південній Кореї як потужний тропічний шторм, а пізніше того ж дня Конг-рей перейшов у позатропічний циклон, вплинувши на південь Хоккайдо, наприклад райони поблизу Хакодате.

## Наслідки

### Тайвань
Конг-рей був найближче до Тайваню ввечері 4 жовтня. Багато частин північного Тайваню постраждали від  дощів і сильних поривів вітру. Метеорологічне бюро опублікувало спеціальні звіти про сильні дощі в п'яти округах, а також опублікувало спеціальні звіти про сильний вітер у 18 округах. Багато прибережних районів і прилеглих морських районів були сильно зміцнені.

### Японія
Коли шторм рухався до Японії, Японське метеорологічне агентство оголосило штормове попередження, яке було найвищим у місцевому масштабі. Конг-рей був екстратропічним циклоном, коли він обрушився на префектури Окінава та Міядзакі, завдавши сільськогосподарських збитків приблизно на 13,99 мільярда японських єн (123 мільйони доларів США).
Коли Конг-рей наблизився до островів Рюкю, понад 200 рейсів до Японії були скасовані, включаючи 6 рейсів з Гонконгу до Окінави. Конг-рей був другим тайфуном, який обрушився на Окінаву за той самий тиждень, принісши сильний вітер і проливний дощ у місцевість, що призвело до восьми поранених і загалом 20 000 домогосподарств зіткнулося з відключенням електроенергії.
Хоча Конг-рей не вплинув безпосередньо на регіони Кюсю та Сікоку, дощова смуга навколо нього принесла сильний дощ в обидва регіони. У регіоні Сікоку за один день випало понад 300 міліметрів опадів, а приблизно 12 000 домогосподарств у Нагасакі зіткнулися з відключенням електроенергії. Тайфун також призвів до смерті людини у Фукуоці.

### Східний Китай
Коли Конг-рей наблизився до материкової частину Китаю, Національний метеорологічний центр Китаю оголосив синій сигнал про тайфун о 18:00 3 жовтня. Метеорологічна обсерваторія провінції Фуцзянь видала сигнал про синій тайфун об 11:45 3 жовтня.
Увечері 5 жовтня прибережна зона Чжецзяна постраждала від тайфуну, і багато туристів відвідали берег у місті Шитанг, місто Веньлінг. Коли Конг-рей поступово наближався до Шанхаю, Шанхайська центральна метеорологічна обсерваторія о 17:00 4 жовтня видала попереджувальний сигнал про синій тайфун, а міський штаб боротьби з повенями запустив у місті реагування на надзвичайні ситуації IV рівня запобігання повеням.

### Південна Корея

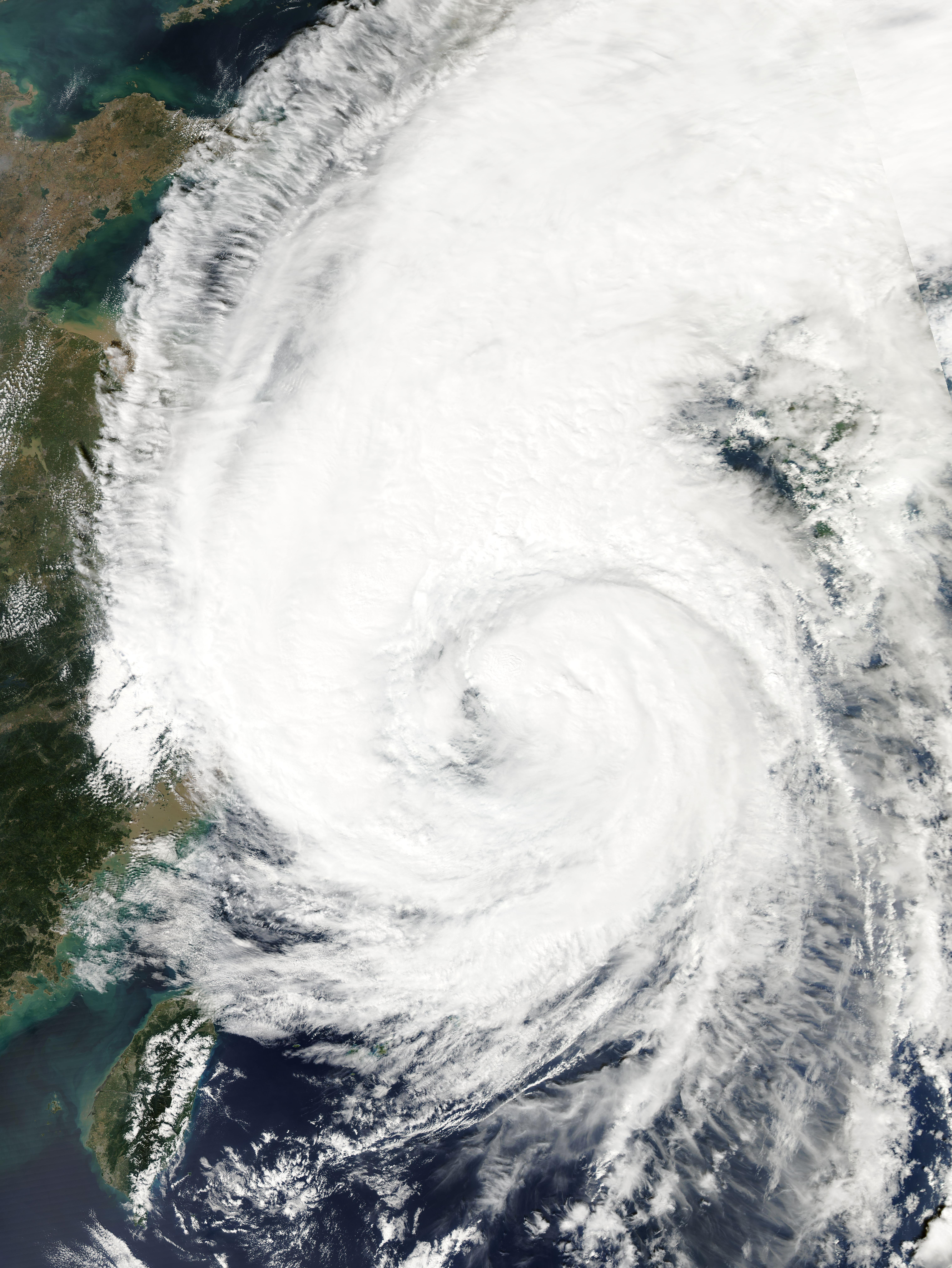
Тропічний шторм Конг-рей наближається до узбережжя Південної Кореї 5 жовтня

Тайфун здійснив вихід в місті Тонгьон, Кьонсан-Намдо о 9:50 ранку за місцевим часом. Через шторм загинуло 2 людини та 1 зникла безвісти в цьому районі, а загалом було скасовано 277 рейсів до та з цього регіону. Сильна повінь сталася в окрузі Інде та місті Пхохан у Кьонсан-Пукто, а в Пусані та на острові Чеджу було затоплено понад 30 будинків. У Пусані було відключено 55 тисяч людей. Національний економічний збиток склав 54,9 млрд вон (48,5 млн доларів США).